# Лобаново (городской округ Истра)
Лобаново — деревня в Истринском районе Московской области. Входит в состав Павло-Слободского сельского поселения. Население — 153 чел. (2010), в деревне 3 улицы. С Истрой Лобаново связано автобусным сообщением (автобус № 20).
Находится примерно в 18 км на юго-восток от Истры, на левом берегу реки Истры, на региональном шоссе Московское малое кольцо — Павловская Слобода — Нахабино, высота над уровнем моря 180 м. Ближайшие населённые пункты: на противоположном берегу реки — село Павловская Слобода, в 1 км на юг Лешково и в 2 км на запад — Зеленково.

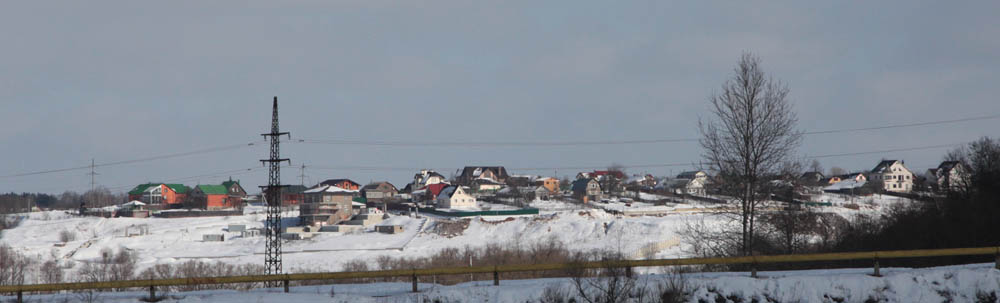

## История
В XVI веке и до последней четверти XVII века селение входило в состав Горетова стана Московского уезда, в вотчину боярина Бориса Ивановича Морозова. В конце XVII века вотчина перешла в дворцовое ведомство и Лобаново осталось в составе Московского уезда. После ряда административных изменений конца XVIII века деревня оказалась в Звенигородском уезде. В начале XX века деревня состояла в Павловской волости Звенигородского уезда, постановлением президиума Моссовета от 14 января 1921 года, вместе с волостью, включена в состав Воскресенского уезда, при этом был образован Лобановский сельсовет. Постановлением президиума ВЦИК от 14 января 1929 года уезды были упразднены, село вошло в состав Воскресенского района Московского округа Центрально-Промышленной области (с 3 июня 1929 года — Московская область). В ходе укрупнения сельсоветов 1940-х годов Лобаново включили в состав Павло-Слободского совета.

## Население
| 2002 | 2006 | 2010 |
| ---- | ---- | ---- |
| 155  | ↗156 | ↘153 |